# Hrašćina
Hrašćina je vesnice a správní středisko stejnojmenné opčiny v Chorvatsku v Krapinsko-zagorské župě. Nachází se asi 21 km východně od Zlataru a asi 41 km jihovýchodně od Krapiny. V roce 2011 žilo v Hrašćině 104 obyvatel, v celé opčině pak 1 617 obyvatel.
Do teritoriální reorganizace v roce 2010 byla Hrašćina součástí opčiny Zlatar Bistrica.
Součástí opčiny je celkem deset trvale obydlených vesnic. Největší vesnicí je Gornji Kraljevec s 353 obyvateli. Zajímavostí je, že téměř všechny vesnice v opčině jsou větší než její středisko Hrašćina; menší než Hrašćina jsou pouze vesnice Domovec a Trgovišće.
- Domovec – 98 obyvatel
- Donji Kraljevec – 135 obyvatel
- Gornjaki – 135 obyvatel
- Gornji Kraljevec – 353 obyvatel
- Hrašćina – 104 obyvatel
- Husinec – 108 obyvatel
- Jarek Habekov – 171 obyvatel
- Maretić – 152 obyvatel
- Trgovišće – 69 obyvatel
- Vrbovo – 292 obyvatel

Opčinou prochází státní silnice D24 a župní silnice Ž2171 a Ž2172. Protéká zde řeka Krapina.